# Нортвейт, Ховард
Хо́вард Но́ртвейт (норв. Håvard Nordtveit; род. 21 июня 1990, Ватс, Ругаланн) — норвежский футболист, полузащитник клуба «Скьёльд», выступал в сборной Норвегии.

## Клубная карьера

### Норвегия
Ховард начал свою карьеру в норвежском клубе «Ватс 94», где провёл 6 сезонов. Затем он перешёл в клуб «Шольд», за который играл в сезонах 2004—2005. 20 августа 2006 года он стал самым молодым игроком норвежского клуба «Хёугесунн». Сыграл в этом клубе 10 матчей.

### «Арсенал»
Талантливый норвежец вызвал интерес у ряда крупных европейских клубов. Однако лондонский «Арсенал» оказался самым настойчивым. Менеджер «канониров» прибыл в Норвегию 11 июня 2007 года, чтобы подписать контракт с игроком. Члены правления заявили, что первоначальное предложение по Нортвейту было отклонено. Сам игрок сказал, что его клуб запросил «сверхъестественно высокую» плату за трансфер. Цена, указываемая в норвежских СМИ, оценивалась в 20 млн норвежских крон (приблизительно 1,5 млн фунтов стерлингов). Тем не менее, позже трансфер состоялся. «Арсенал» заплатил 500 тыс. фунтов, а после 40 игр Ховарда за первую команду норвежцы получили бы ещё 1,5 млн фунтов.
Капитан «Хёугесунна» Кевин Никол и бывший тренер сборной Норвегии Нилс Йохан Семб похвалили Ховарда, сказав, что он самый талантливый защитник в Европе.
Дебют Нортвейта за основной состав «Арсенала» состоялся 14 июля 2007 года в товарищеском матче против «Барнета». В матчах за резерв Нортвейт показал, что усилия, которые «Арсенал» затратил на его приобретение, были не напрасны. Надёжный харизматичный защитник стал настоящим лидером команды. В первом же матче резервистов против «Фулхэма» тренер резервного состава Нил Банфилд назначил его капитаном. Свой первый гол за резерв Нортвейт забил в матче против «Бирмингема», который завершился поражением «канониров» со счетом 2:3.
Несмотря на то, что часть сезона Нортвейт пропустил из-за травмы, он попал в заявку первой команды на заключительный матч сезона 2007/08 против «Сандерленда», хотя на поле игрок так и не появился.
В июле 2008 года Нортвейт вновь сыграл за первую команду в товарищеском матче против «Барнета».

### «Саламанка»
18 августа 2008 Нортвейт отправился в шестимесячную аренду в испанскую «Саламанку», вместе с другим молодым игроком «Арсенала», Педро Ботельо. Однако 29 октября «Арсенал» досрочно вернул его из аренды, так как молодой игрок получал слишком мало игрового времени. Позднее «канониры» расторгли соглашение о сотрудничестве с «Саламанкой», так как их не устраивало отношение испанцев к арендованным игрокам.

### «Лиллестрём»
Проведя несколько матчей за резервную команду «Арсенала», 10 марта 2009 года Нортвейт отправился в аренду в норвежский «Лиллестрём». Здесь Ховард завоевал место в основе, хотя почти во всех матчах играл на позиции правого защитника.

### «Нюрнберг»
28 июля 2009 года Нортвейта взял в годичную аренду немецкий клуб «Нюрнберг». Здесь Ховарду пришлось адаптировался к новой для себя позиции опорного полузащитника, и он справился с задачей. После матча со «Штутгартом», который состоялся 29 августа, Арсен Венгер даже лично позвонил молодому таланту, чтобы поздравить его с отличным матчем.
Но после ряда успешных матчей у Нортвейта наступил серьёзный спад. Он перестал попадать в заявку команды, а когда появлялся на поле, то демонстрировал блеклую игру. По окончании сезона Ховард признался, что с нетерпением ожидает возможности передохнуть, поскольку уже играет 2 года без перерывов.

### «Боруссия»
30 декабря 2010 года перешёл из лондонского «Арсенала» в мёнхенгладбахскую «Боруссию». Контракт был подписан сроком на два с половиной года. Арсен Венгер не хотел продавать талантливого игрока, однако не мог предоставить ему возможность сыграть за основную команду, чего так хотел Нортвейт.
В «Боруссии» Нортвейт быстро закрепился в основном составе и стал одним из ключевых её игроков. В немецком клубе он окончательно переквалифицировался в опорного полузащитника.
14 марта 2016 года Нортвейт заявил, что не будет продлевать контракт и покинет команду летом на правах свободного агента. 16 марта Ховард подписал пятилетний контракт с «Вест Хэмом».

## Статистика

### Выступления за клубы
(по состоянию на 1 мая 2010)
| Клуб                | Сезон            | Лига | Лига | Кубки | Кубки | Европа | Европа | Всего | Всего |
| Клуб                | Сезон            | Появ | Голы | Появ  | Голы  | Появ   | Голы   | Появ  | Голы  |
| ------------------- | ---------------- | ---- | ---- | ----- | ----- | ------ | ------ | ----- | ----- |
| Хёугесунн           | 2006             | 1    | 0    | 0     | 0     | 0      | 0      | 1     | 0     |
| Хёугесунн           | 2007             | 9    | 0    | 2     | 1     | 0      | 0      | 11    | 1     |
| Aрсенал             | 2007/08          | 0    | 0    | 0     | 0     | 0      | 0      | 0     | 0     |
| Aрсенал             | 2008/09          | 0    | 0    | 0     | 0     | 0      | 0      | 0     | 0     |
| Саламанка (аренда)  | 2008/09          | 3    | 0    | 0     | 0     | 0      | 0      | 3     | 0     |
| Лиллестрём (аренда) | 2009             | 17   | 0    | 4     | 0     | 0      | 0      | 21    | 0     |
| Нюрнберг (аренда)   | 2009/10          | 19   | 0    | 1     | 0     | 0      | 0      | 20    | 0     |
| Всего за карьеру    | Всего за карьеру | 49   | 0    | 7     | 1     | 0      | 0      | 56    | 1     |

### Матчи Нортвейта за сборную Норвегии
| Матчи Нортвейта за сборную Норвегии | Матчи Нортвейта за сборную Норвегии | Матчи Нортвейта за сборную Норвегии | Матчи Нортвейта за сборную Норвегии | Матчи Нортвейта за сборную Норвегии | Матчи Нортвейта за сборную Норвегии |
| ----------------------------------- | ----------------------------------- | ----------------------------------- | ----------------------------------- | ----------------------------------- | ----------------------------------- |
| №                                   | Дата                                | Соперник                            | Счёт                                | Голы Нортвейта                      | Соревнование                        |
| 1                                   | 7 июня 2011                         | Литва                               | 1:0                                 | —                                   | Товарищеский матч                   |
| 2                                   | 6 сентября 2011                     | Дания                               | 0:2                                 | —                                   | Чемпионат Европы 2012 (отбор)       |
| 3                                   | 29 февраля 2012                     | Северная Ирландия                   | 3:0                                 | 1                                   | Товарищеский матч                   |
| 4                                   | 15 августа 2012                     | Греция                              | 2:3                                 | —                                   | Товарищеский матч                   |
| 5                                   | 7 сентября 2012                     | Исландия                            | 0:2                                 | —                                   | Чемпионат мира 2014 (отбор)         |
| 6                                   | 11 сентября 2012                    | Словения                            | 2:1                                 | —                                   | Чемпионат мира 2014 (отбор)         |
| 7                                   | 12 октября 2012                     | Швейцария                           | 1:1                                 | —                                   | Чемпионат мира 2014 (отбор)         |
| 8                                   | 14 ноября 2012                      | Венгрия                             | 2:0                                 | —                                   | Товарищеский матч                   |
| 9                                   | 22 марта 2013                       | Албания                             | 0:1                                 | —                                   | Чемпионат мира 2014 (отбор)         |
| 10                                  | 7 июня 2013                         | Албания                             | 1:1                                 | —                                   | Чемпионат мира 2014 (отбор)         |
| 11                                  | 14 августа 2013                     | Швеция                              | 2:4                                 | —                                   | Товарищеский матч                   |
| 12                                  | 10 сентября 2013                    | Швейцария                           | 0:2                                 | —                                   | Чемпионат мира 2014 (отбор)         |
| 13                                  | 5 марта 2014                        | Чехия                               | 2:2                                 | —                                   | Товарищеский матч                   |
| 14                                  | 27 мая 2014                         | Франция                             | 0:4                                 | —                                   | Товарищеский матч                   |
| 15                                  | 31 мая 2014                         | Россия                              | 1:1                                 | —                                   | Товарищеский матч                   |
| 16                                  | 3 сентября 2014                     | Англия                              | 0:1                                 | —                                   | Товарищеский матч                   |
| 17                                  | 9 сентября 2014                     | Италия                              | 0:2                                 | —                                   | Чемпионат Европы 2016 (отбор)       |
| 18                                  | 10 октября 2014                     | Мальта                              | 3:0                                 | —                                   | Чемпионат Европы 2016 (отбор)       |
| 19                                  | 13 октября 2014                     | Болгария                            | 2:1                                 | —                                   | Чемпионат Европы 2016 (отбор)       |
| 20                                  | 12 ноября 2014                      | Эстония                             | 0:1                                 | —                                   | Товарищеский матч                   |
| 21                                  | 16 ноября 2014                      | Азербайджан                         | 1:0                                 | 1                                   | Чемпионат Европы 2016 (отбор)       |
| 22                                  | 28 марта 2015                       | Хорватия                            | 1:5                                 | —                                   | Чемпионат Европы 2016 (отбор)       |
| 23                                  | 8 июня 2015                         | Швеция                              | 0:0                                 | —                                   | Товарищеский матч                   |
| 24                                  | 12 июня 2015                        | Азербайджан                         | 0:0                                 | —                                   | Чемпионат Европы 2016 (отбор)       |
| 25                                  | 3 сентября 2015                     | Болгария                            | 1:0                                 | —                                   | Чемпионат Европы 2016 (отбор)       |
| 26                                  | 6 сентября 2015                     | Хорватия                            | 2:0                                 | —                                   | Чемпионат Европы 2016 (отбор)       |
| 27                                  | 24 марта 2016                       | Эстония                             | 0:0                                 | —                                   | Товарищеский матч                   |
| 28                                  | 29 марта 2016                       | Финляндия                           | 2:0                                 | —                                   | Товарищеский матч                   |
| 29                                  | 4 сентября 2016                     | Германия                            | 0:3                                 | —                                   | Чемпионат мира 2018 (отбор)         |
| 30                                  | 26 марта 2017                       | Северная Ирландия                   | 0:2                                 | —                                   | Чемпионат мира 2018 (отбор)         |
| 31                                  | 10 июня 2017                        | Чехия                               | 1:1                                 | —                                   | Чемпионат мира 2018 (отбор)         |
| 32                                  | 13 июня 2017                        | Швеция                              | 1:1                                 | —                                   | Товарищеский матч                   |
| 33                                  | 1 сентября 2017                     | Азербайджан                         | 2:0                                 | —                                   | Чемпионат мира 2018 (отбор)         |
| 34                                  | 4 сентября 2017                     | Германия                            | 0:6                                 | —                                   | Чемпионат мира 2018 (отбор)         |
| 35                                  | 5 октября 2017                      | Сан-Марино                          | 8:0                                 | —                                   | Чемпионат мира 2018 (отбор)         |
| 36                                  | 8 октября 2017                      | Северная Ирландия                   | 1:0                                 | —                                   | Чемпионат мира 2018 (отбор)         |
| 37                                  | 11 ноября 2017                      | Македония                           | 0:2                                 | —                                   | Товарищеский матч                   |
| 38                                  | 14 ноября 2017                      | Словакия                            | 0:1                                 | —                                   | Товарищеский матч                   |
| 39                                  | 26 марта 2018                       | Албания                             | 1:0                                 | —                                   | Товарищеский матч                   |
| 40                                  | 2 июня 2018                         | Исландия                            | 3:2                                 | —                                   | Товарищеский матч                   |
| 41                                  | 6 сентября 2018                     | Кипр                                | 2:0                                 | —                                   | Лига наций УЕФА 2018/2019           |
| 42                                  | 9 сентября 2018                     | Болгария                            | 0:1                                 | —                                   | Лига наций УЕФА 2018/2019           |
| 43                                  | 16 октября 2018                     | Болгария                            | 1:0                                 | —                                   | Лига наций УЕФА 2018/2019           |
| 44                                  | 16 ноября 2018                      | Словения                            | 1:1                                 | —                                   | Лига наций УЕФА 2018/2019           |
| 45                                  | 19 ноября 2018                      | Кипр                                | 2:0                                 | —                                   | Лига наций УЕФА 2018/2019           |
| 46                                  | 23 марта 2019                       | Испания                             | 1:2                                 | —                                   | Чемпионат Европы 2020 (отбор)       |
| 47                                  | 26 марта 2019                       | Швеция                              | 3:3                                 | —                                   | Чемпионат Европы 2020 (отбор)       |
| 48                                  | 7 июня 2019                         | Румыния                             | 2:2                                 | —                                   | Чемпионат Европы 2020 (отбор)       |
| 49                                  | 10 июня 2019                        | Фарерские острова                   | 2:0                                 | —                                   | Чемпионат Европы 2020 (отбор)       |
| 50                                  | 5 сентября 2019                     | Мальта                              | 2:0                                 | —                                   | Чемпионат Европы 2020 (отбор)       |
| 51                                  | 8 сентября 2019                     | Швеция                              | 1:1                                 | —                                   | Чемпионат Европы 2020 (отбор)       |
| 52                                  | 12 октября 2019                     | Испания                             | 1:1                                 | —                                   | Чемпионат Европы 2020 (отбор)       |

Итого: 52 матча / 2 гола; 20 побед, 14 ничьих, 18 поражений.